# Влёра, Экрем
Экрем бей Влёра (алб. Eqrem bej Vlora; 1 декабря 1885, Влёра, Османская империя — 25 мая 1964, Вена, Австрия) — албанский политический, дипломатический и государственный деятель, писатель

, историк, активист движения за независимость Албании.

## Биография
Родился в богатой семье беев. Его отец был крупным землевладельцем. Племянник Исмаила Кемали, видного государственного и общественного деятеля Албании.
Обучался в албанских школах, позже в венском Терезиануме (1899—1903). В 1903—1906 годах изучал право и богословие в Стамбульском университете. После работал в министерстве иностранных дел Османской империи. В 1907 году был членом турецкой делегации в Санкт-Петербурге. Совершил путешествие по Европе, Албании и Востоку.
Под влиянием Исмаила Кемали принял активное участие в движении за независимость Албании.
В ноябре-декабре 1912 года участвовал в работе Всеалбанского национального собрания, провозгласившего образование независимого албанского государства. Был назначен заместителем председателя албанского Сената, а в 1914 году стал генеральным секретарём Министерства иностранных дел. Возглавлял албанскую делегацию в Нойвид к Вильгельму Виду занять престол Албании.
Во время правления князя служил в МИДе Албании.
Во время Балканских войн (1912—1913) командовал территориальным батальоном для защиты Влёры. Участвовал в нескольких успешных стычках с греческими войсками в районе Химара.
В межвоенный период дважды избирался в албанский парламент (1923—1926, 1937—1939).
В 1927 году — чрезвычайный и полномочный посол Республики Албания в Великобритании. В 1929 году возглавил албанское посольство в Афинах.
Будучи сторонником военно-политического блока центральных держав, противостоявших державам «дружественного соглашения» (Антанте) в Первой мировой войне 1914—1918 гг., находился под арестом в Италии на протяжении почти всей войны, но впоследствии стал инициатором тесных отношений между Италией и Албанией.
Приветствовал итальянскую агрессию в отношении Албании в 1939 году. Был членом Государственного совета. Поддерживал тесные связи с деятелями итальянского фашизма. В 1942 году Мустафа Мерлика-Круя, премьер-министр Албании (1941—1943) назначил его министром по делам Косово, западная половина которого была присоединена к Албании.
В 1944 году — министр иностранных дел и министр юстиции в прогерманском албанском правительстве.
После захвата власти коммунистами эмигрировал из страны, сначала в Италию, а затем в Австрию.

## Творчество
В 1911 году издал на немецком языке книгу Aus Berat und vom Tomor: Tagebuchblätte, интересный источник материалов о движении за независимость Албании в начале XX века. В 1968 в Мюнхене посмертно были опубликованы его «Дневники» (Lebenserinnerungen) в 2-х томах.
В рукописях осталась его монументальная работа Beiträge zur Geschichte der Türkenherrschaft in Albanien: eine Historische Skizze , об истории албанцев в средневековье.